# Dialeto gota

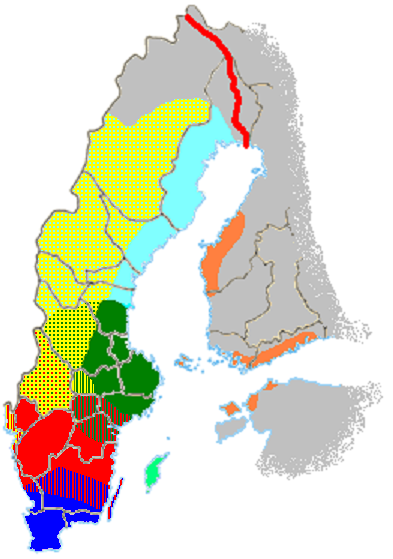
Mapa dos dialetos suecos
Götamål

Gota ou gotês (em sueco: Götamål) é um dialeto da língua sueca, falado na província histórica da Västergötland e ainda nas regiões adjacentes da Dalsland, norte da Halland, norte da Småland e sudoeste da Östergötland, assim como, em certa medida, na Värmland.

## Traços  típicos do dialeto gotamål
- Em palavras com dois /r/, o primeiro é pronunciado como  vibrante múltipla uvular (“o chamado R forte”), e o segundo como vibrante múltipla alveolar (” R fraco”); p.ex. röra.
- Plural em -a em vez de -na (hästa, em vez de hästarna)
- Em muitas palavras, /i/ é pronunciado /e/ e /y/ é pronunciado /ö/; p.ex. fisk - fesk e kyrka - körka.
- Uso de palavras dialetais como ”la” e ”gör”